# Bernardo Davanzati

Stemma Davanzati

Bernardo Davanzati Bostichi (Firenze, 31 agosto 1529 – Firenze, 29 marzo 1606) è stato un economista, agronomo, erudito e storico italiano.

## Biografia
Dopo un temporaneo soggiorno in Francia, il Davanzati visse sempre a Firenze, dove nel 1547 entrò a far parte dell'Accademia fiorentina, nella quale ricoprì importanti cariche.
In seguito fu membro dell'Accademia degli Alterati e collaborò dal 1582 con l'Accademia della Crusca.
L'attività commerciale e bancaria intrapresa gli consentì di investire i capitali guadagnati nell'acquisto di terre e palazzi, tra cui il Palazzo Davanzati.
Tra le opere a carattere economico Davanzati scrisse il trattato Lezione delle monete (1588), nel quale espose la teoria quantitativa della moneta, la Notizia de' cambi (1581) e Coltivazione delle viti e di alcuni arbori (1579), che fa assegnare al Davanzati un ruolo importante per l'agronomia italiana.
I primi due scritti, che contengono osservazioni sull'utilizzo della moneta come merce di scambio e notizie sulle applicazioni commerciali dei cambi, si inquadrano nel panorama mercantilistico italiano del XVI e XVII secolo. La Lezione delle Monete, in particolare, contiene molti tratti della moderna teoria delle Banche Centrali; ad esempio, vi si afferma che la moneta è un bene pubblico, un servizio che il principe rende al popolo e che deve essere a carico della fiscalità generale, ecc. Si trova in traduzione sui siti web delle più prestigiose facoltà di Economia straniere; solo in Italia non è più ristampata.
L'opera per la quale è maggiormente conosciuto è il volgarizzamento degli Annali di Publio Cornelio Tacito, cinquecentina iniziata nel 1580 e terminata nel 1596.
La traduzione dell'opera tacitiana fu voluta dall'Accademia degli Alterati per rispondere ad un libro di Henri Estienne, nel quale l'erudito francese sosteneva la superiorità della lingua francese rispetto a quella italiana, affermando che solamente la prima avrebbe potuto rendere al meglio lo stile letterario di Tacito. Davanzati tradusse gli Annali e poi altre opere di Tacito in uno stile conciso, con meno parole del testo. Sebbene egli per la forma attingesse a Dante e ai trecentisti, si giovò largamente del linguaggio parlato fiorentino del tempo. Per l'eccessivo desiderio di brevità, talvolta riuscì oscuro; tuttavia la sua traduzione, con tutti gli arcaismi e fiorentinismi, si può considerare "la più meravigliosa che mai sia stata fatta" (Ugo Foscolo).
Nel 1602 Davanzati compose l'opera in due libri Scisma d'Inghilterra fino alla morte della reina Maria, riduzione del De origine ac progressu schismatis anglicani del gesuita Nicholas Sanders.
Compose anche il trattato  Del modo di piantare e custodire una Ragnaja e di uccellare a ragna, sulle tecniche di caccia agli uccelli con le trappole, la cui paternità fu riconosciuta per la prima volta da Giovanni Targioni Tozzetti, e infine il Volgarizzamento della Natura del voto di Erone di Alessandria. Anche in queste scritture lo stile del Davanzati è stringato, sobrio, lontano da quello verboso e accademico dei suoi contemporanei.

## Cinquecentine
- Tacitus, Publius Cornelius L'imperio di Tiberio Cesare scritto da Cornelio Tacito nelli Annali espresso in lingua fiorentina propria da Bernardo Dauanzati Bostichi. - In Fiorenza: per Filippo Giunti, 1600 (In Fiorenza: per Filippo Giunti, 1600).
- Tacitus, Publius Cornelius Il primo libro degl'Annali di Gaio Cornelio Tacito da Bernardo Dauanzati Bostichi espresso in volgare fiorentino. Per dimostrare quanto questo parlare sia breue e arguto. - In Firenze: presso Georgio Marescotti, 1596.